# 1123. grenadirski polk (Wehrmacht)
1123. grenadirski polk (izvirno nemško 1123. Grenadier-Regiment; kratica 1123. GR) je bil pehotni polk Heera v času druge svetovne vojne.

## Zgodovina
Polk je bil ustanovljen 11. julija 1944 kot sestavni del 558. grenadirske divizije.